# Ceftobiprol
Ceftobiprol – organiczny związek chemiczny, antybiotyk należący do cefalosporyn V generacji o szerokim spektrum przeciwbakteryjnym. Podawany jest dożylnie w formie soli sodowej medokarilu ceftobiprolu, która jest metabolizowana do formy aktywnej leku przez enzymy osocza.

## Wskazania
- nabyte szpitalne zapalenia płuc[3].

W 2008 roku Europejska Agencja Leków wydała pozytywną opinię odnośnie do zastosowania leku w następujących jednostkach chorobowych:
- bakteryjnym zakażeniu skóry i struktur skóry,
- zakażeniu stopy cukrzycowej[4], która została cofnięta negatywną opinią z 2010 roku[5].

## Działania niepożądane
- nudności,
- wymioty,
- bóle głowy,
- zaburzenia smakowe (posmak karmelu),
- zmiany w obrazie laboratoryjnym krwi (podwyższone stężenie kreatyniny i zwiększona aktywność aminotransferazy alaninowej)[2].

## Środki ostrożności
- nadwrażliwość na leki z grupy penicylin,
- ciąża i laktacja,
- wiek poniżej 18 lat,
- pacjenci z uszkodzoną wątrobą i nerkami[6].

Zachować szczególną uwagę przy stosowaniu z lekami mogącymi wpływać na eliminację ceftobiprolu z organizmu. Mogą występować interakcje przy jednoczesnym stosowaniu z warfaryną.

## Dawkowanie
- przy zakażeniach bakteriami Gram-dodatnimi – 500 mg w postaci 1 h wlewu co 12 godzin przez 7–14 dni,
- przy zakażeniach bakteriami Gram-ujemnym – 500 mg w postaci 2 h wlewu co 8 godzin przez 7–14 dni[6].